# Au/Ra
오/라(Au/Ra, 2002년 5월 15일 ~ )는 잉글랜드의 싱어송라이터이다. 예명 'Au/Ra'는 영단어 "Aura"를 의미하기도 하며, 주기율표상에 존재하는 'Au'(금)과 'Ra'(라듐)를 합친 말이기도 하다.

## 음반 목록

### EP
- Outsiders (2017)
- X Games (2018)

### 피처링
- Alan Walker: Darkside - 노래 (Tomine Harket와 공동)